# نيكولا ستيفانوفيتش (لاعب كرة قدم)
نيكولا ستيفانوفيتش (بالألمانية: Nikola Stevanović)‏ هو لاعب كرة قدم نمساوي في مركز قلب الدفاع، ولد في 13 سبتمبر 1998 في نيش في صربيا. لعب مع رادنيتشكي نيش.

## وصلات خارجية
- نيكولا ستيفانوفيتش (لاعب كرة قدم) على موقع الاتحاد الأوربي (الإنجليزية)
- نيكولا ستيفانوفيتش (لاعب كرة قدم) على موقع قاعدة بيانات كرة القدم.إي يو (الإنجليزية)
- نيكولا ستيفانوفيتش (لاعب كرة قدم) على موقع بيانات كرة القدم. دي إي (الألمانية)
- نيكولا ستيفانوفيتش (لاعب كرة قدم) على موقع ناشيونال فوتبول تيمز (الإنجليزية)
- نيكولا ستيفانوفيتش (لاعب كرة قدم) على موقع Soccerbase.com (لاعب) (الإنجليزية)
- نيكولا ستيفانوفيتش (لاعب كرة قدم) على موقع Soccerway.com (الإنجليزية)
- نيكولا ستيفانوفيتش (لاعب كرة قدم) على موقع عالم كرة القدم.نت (الإنجليزية)